# Maksym Talovjerov
Maksym Vadymovyč Talovjerov (ukrajinsky Максим Вадимович Таловєров; * 28. června 2000 Nalčik) je ukrajinský profesionální fotbalista, který hraje na pozici středního obránce za rakouský klub LASK Linz a za ukrajinský národní tým do 21 let.

## Klubová kariéra
Talovjerov prošel mládežnickými akademiemi Šachtaru Doněck, Arsenalu Kyjev a Olimpiku Doněck. Na jaře 2019 se připojil k týmu Českých Budějovic a pravidelně nastupoval v dorostenecké lize. V červenci se objevil na lavičce prvního týmu v ligovém utkání proti pražské Spartě, šanci ale nedostal. Na podzim odešel na hostování do Sparty, která ho umístila do třetiligové rezervy. Ve třetí lize debutoval 24. srpna 2019 na hřišti Benešova, kdy v 85. minutě vystřídal Davida Lischku. Do konce podzimní části pravidelně nastupoval v základní sestavě. Budějovice Talovjerova stáhly z hostování v Letenském týmu a mladý Ukrajinec se začal připravovat s prvním týmem. Prvoligový debut odehrál 31. května 2020 v utkání 26. kola na hřišti Bohemians, kdy v 50. minutě nahradil Davida Ledeckého. V 76. minutě si připsal asistenci na gól Ivana Schranze. Poté již začal pravidelně nastupovat v základní sestavě jihočeského týmu.
V lednu 2022 přestoupil Talovjerov do pražské Slavie.
Na konci ledna 2023 Talovjerov odešel na půlroční hostování bez opce do LASKu Linec, kde se potká s Mosesem Usorem.

## Reprezentační kariéra
V březnu 2021 obdržel od trenéra Ruslana Rotaně první pozvánku do reprezentace do 21 let, ve které debutoval 24. března proti Bulharsku. V utkání proti Turecku, hraném 2. června 2021, vedl Ukrajinu jako kapitán.

## Osobní život
Talovjerov se narodil v Nalčiku, vyrůstal však v Doněcku. V osmnácti letech válkou soužené město opustil a vydal se do Českých Budějovic. Je synem Vadyma Talovjerova, bývalého fotbalového obránce, který hrál v Rusku, Moldavsku a na Ukrajině.